# 木村茂 (陸軍軍人)
木村 茂（きむら しげる、明治6年（1873年）2月11日 - 1972年8月25日）は、日本の陸軍軍人。歩兵将校の後主計科に転じ、陸軍被服本廠長・第1師団経理部長・陸軍経理学校長を歴任する。階級は陸軍主計総監。

## 経歴
広島県福山市に生まれる。尋常中学福山誠之館を経て、1891年（明治24年）志願兵として入営、1892年（明治25年）から陸軍士官学校（5期）に入校、1894年（明治27年）7月27日に卒業する。同年9月18日、陸軍歩兵少尉に任官される。歩兵将校として大尉迄進むが、1902年（明治35年）から経理将校を目指し陸軍経理学校に入校する。
1904年（明治37年）に卒業し改めて陸軍二等主計に任官され騎兵第1連隊附を命ぜられる。以後、陸軍経理官として累進し、1915年（大正4年）12月23日、第5師団経理部長に就任。1917年（大正6年）3月27日、陸軍一等主計正に進級する。同年10月8日、第12師団経理部長に移り、1919年（大正8年）11月1日、陸軍被服本廠長に就任する。1921年（大正10年）6月28日、陸軍主計監に進級し、同年12月13日、第1師団経理部長に補される。1923年（大正12年）10月10日、陸軍経理学校長に就任する。1926年（大正15年）3月2日、陸軍主計総監進級を以って待命となり、同3月22日予備役編入となる。
軍を退いてからは母校尋常中学福山誠之館の同窓会設立に動く。1928年（昭和3年）1月26日、同窓会設立発起人会が設けられ、同年11月3日福山誠之館同窓会会長に就任、1941年（昭和16年）9月12日まで務める。